# Laimoluokta

Láimoluokta, Laimolahti eller Laimoviken är en del av Torne träsk i Lappland och en plats vid denna vik.
Vid viken finns Talma samebys centralviste. En drygt 20 kilometer lång väg går från Láimoluokta via Kattuvuoma till Salmi, vilken dock saknar anknytning till övrigt svenskt vägnät.
Sex kilometer norr om Láimoluokta, endast 200 meter från riksgränsen, låg under andra världskriget den norska moståndsrörelsens kommunikationsbas Kari.